# إد كوتا
إد كوتا مواليد 19 مايو 1976 في لوس أنجلوس، هو لاعب كرة سلة أمريكي معتزل. بدأ مسيرته الاحترافية في سنة 2000. يبلغ طوله 6 قدم 0 بوصة (1.8 م). اعتزل اللعب في 2008.

## إحصائيات المسيرة
|  | تصدر الدوري |

### الدوري الأوروبي
| السنة   | الفريق                  | لعب | بدأ | دقيقة | ميداني% | ثلاثية | حرة  | ارتداد | صنع | استلاب | تصدي | نقطة | أداء |
| ------- | ----------------------- | --- | --- | ----- | ------- | ------ | ---- | ------ | --- | ------ | ---- | ---- | ---- |
| 2001–02 | نادي أوستند لكرة السلة  | 8   | 7   | 32.0  | .550    | .281   | .649 | 2.9    | 5.1 | 1.5    | .1   | 14.6 | 14.0 |
| 2002–03 | زالغيريس لكرة السلة     | 14  | 14  | 35.5  | .508    | .208   | .784 | 4.6    | 6.5 | 1.2    | .1   | 12.1 | 16.5 |
| 2003–04 | زالغيريس لكرة السلة     | 20  | 19  | 36.2  | .513    | .465   | .754 | 3.6    | 5.7 | 1.6    | .1   | 13.4 | 16.2 |
| 2005–06 | نادي برشلونة لكرة السلة | 20  | 10  | 20.0  | .423    | .211   | .667 | 2.8    | 2.6 | .7     | .1   | 3.3  | 5.0  |

## روابط خارجية
- إد كوتا على موقع الاتحاد الدولي لكرة السلة (الإنجليزية)
- إد كوتا على موقع الدوري الأوروبي لكرة السلة (الإنجليزية)
- إد كوتا على موقع الدوري الإسباني لكرة السلة (الإسبانية)
- إد كوتا على موقع كرة السلة الأوروبية.كوم (الإنجليزية)
- إد كوتا على موقع كلية كرة السلة في سبورتس رفرنس.كوم (الإنجليزية)
- إد كوتا على موقع ريلجم (الإنجليزية)
- إد كوتا على موقع بروبوليرز (الإنجليزية)
- إد كوتا على موقع سبورتس رفرنس (الإنجليزية)